# Diócesis de Aveiro
La diócesis de Aveiro (en latín: Dioecesis Aveirensis y en portugués: Diocese de Aveiro) es una circunscripción eclesiástica de la Iglesia católica en Portugal. Se trata de una diócesis latina, sufragánea de la arquidiócesis de Braga. Desde el 4 de julio de 2014 su obispo es António Manuel Moiteiro Ramos.

## Territorio y organización

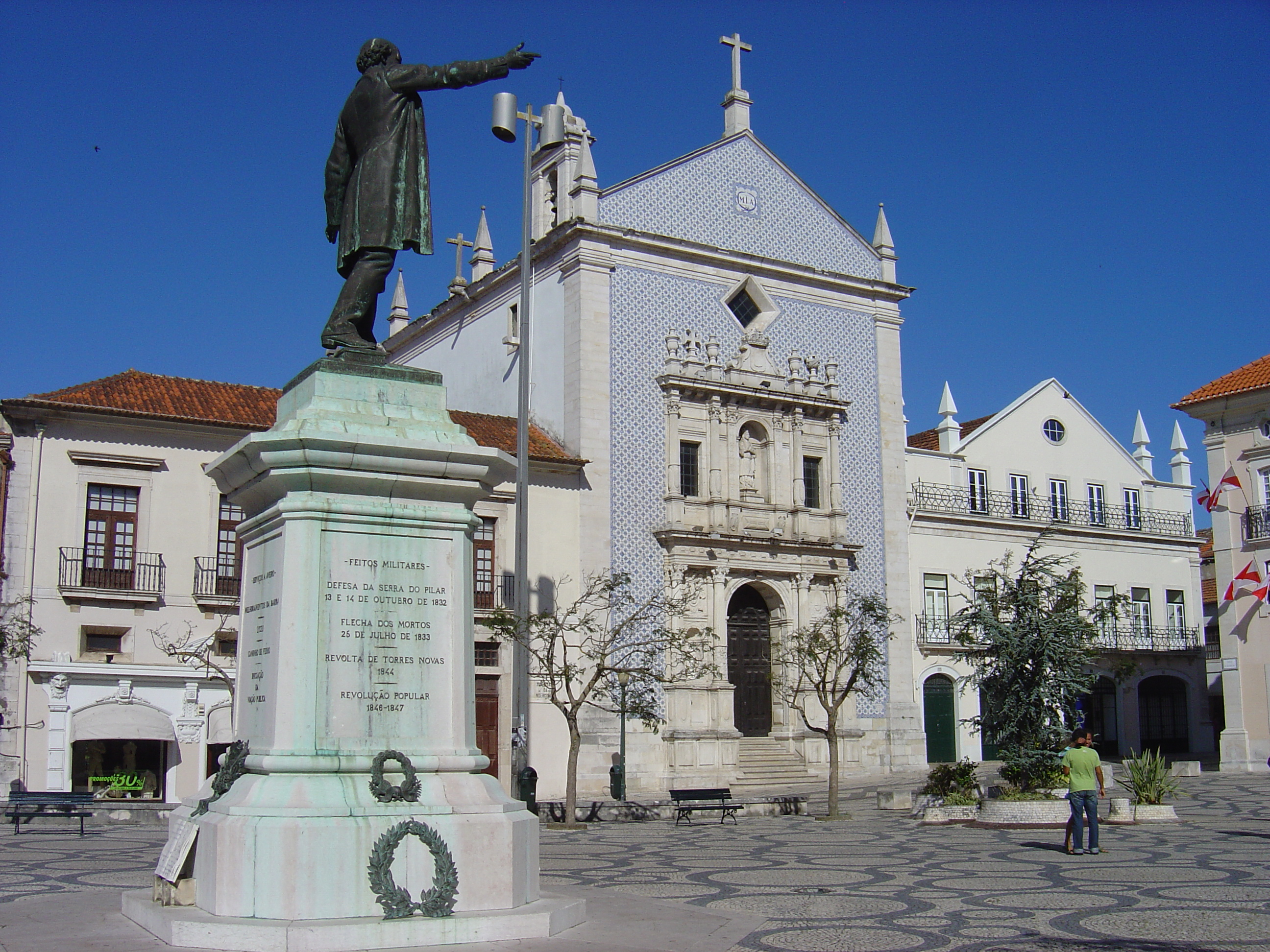
Iglesia de la Misericordia, en Aveiro, primera catedral de la diócesis de 1774 a 1830

La diócesis tiene 1538 km² y extiende su jurisdicción sobre los fieles católicos de rito latino residentes en 10 municipios (concelhos) del distrito de Aveiro: Murtosa, Estarreja, Albergaria-a-Velha, Sever do Vouga, Ílhavo, Aveiro, Águeda, Vagos, Oliveira do Bairro y Anadia.
La sede de la diócesis se encuentra en la ciudad de Aveiro, en donde se halla la Catedral de Santo Domingo y la iglesia de la Misericordia, que fue la catedral de la diócesis de 1774 a 1830.
En 2020 en la diócesis existían 101 parroquias agrupadas en 10 arciprestazgos, correspondientes a los 10 municipios del distrito.

## Historia
La diócesis fue erigida el 12 de abril de 1774 con la bula Militantis ecclesiae del papa Clemente XIV, a petición del rey José I de Portugal del 28 de septiembre anterior, que pedía reducir la "extensión desigual" de la diócesis de Coímbra, sustrayendo de ella la comarca de Esgueira, incluidos 73 núcleos habitados y un total de unos 75 000 habitantes. La iglesia de la Misericordia fue erigida como catedral de la nueva diócesis, reemplazada por la iglesia de San Bernardino en 1830.
Tres obispos fueron nominados para esta sede: António Freire Gameiro de Sousa, quien organizó la diócesis a través de cartas pastorales y visitas pastorales, y fundó el seminario; António José Cordeiro, que tuvo que hacer frente a la invasión napoleónica durante su episcopado; Manuel Pacheco de Resende, quien vivió los difíciles años de los primeros enfrentamientos sociales y la transición del Antiguo Régimen a la era liberal.
Después de 1837 la diócesis quedó vacante y el 1 de abril de 1845, con el breve Cum episcopatus del papa Gregorio XVI, fue entregada en administración apostólica a los arzobispos de Braga. A partir de ese momento, ya no fue posible un acuerdo entre la Santa Sede y el Gobierno portugués para el nombramiento de un obispo para Aveiro, por lo que fue gobernada por vicarios generales designados por los arzobispos de Braga.
El 30 de septiembre de 1881 la diócesis fue suprimida con la bula Gravissimum Christi del papa León XIII y su territorio fue dividido entre las diócesis de Coímbra, Oporto y Viseu.
La diócesis fue restablecida el 24 de agosto de 1938 con la bula Omnium ecclesiarum del papa Pío XI, obteniendo el territorio de las mismas diócesis: los municipios de Águeda, Anadia, Aveiro, Ílhavo, Oliveira do Bairro y Vagos de la diócesis de Coímbra; los municipios de Albergaria-a-Velha, Estarreja y Murtosa de la diócesis de Oporto; y el municipio de Sever do Vouga de la diócesis de Viseu.
Con el breve Sanctitatis flos del 5 de enero de 1965, el papa Pablo VI declaró a Juana de Portugal y Coímbra como patrona de la diócesis.

## Estadísticas
Según el Anuario Pontificio 2021 la diócesis tenía a fines de 2020 un total de 266 600 fieles bautizados.
| Año                                                                             | Población            | Población | Población      | Sacerdotes | Sacerdotes    | Sacerdotes    | Bautizados por sacerdote | Diáconos permanentes | Religiosos | Religiosos | Parroquias |
| Año                                                                             | Bautizados católicos | Total     | % de católicos | Total      | Clero secular | Clero regular | Bautizados por sacerdote | Diáconos permanentes | Varones    | Mujeres    | Parroquias |
| ------------------------------------------------------------------------------- | -------------------- | --------- | -------------- | ---------- | ------------- | ------------- | ------------------------ | -------------------- | ---------- | ---------- | ---------- |
| 1950                                                                            | 200 000              | 205 000   | 97.6           | 150        | 135           | 15            | 1333                     |                      | 15         | 99         | 86         |
| 1959                                                                            | 218 000              | 225 863   | 96.5           | 164        | 152           | 12            | 1329                     |                      | 15         | 159        | 91         |
| 1970                                                                            | 234 689              | 242 489   | 96.8           | 155        | 144           | 11            | 1514                     |                      | 17         | 194        | 95         |
| 1980                                                                            | 242 000              | 255 000   | 94.9           | 146        | 130           | 16            | 1657                     |                      | 25         | 172        | 95         |
| 1990                                                                            | 261 500              | 310 900   | 84.1           | 137        | 121           | 16            | 1908                     | 9                    | 27         | 160        | 99         |
| 1999                                                                            | 270 000              | 282 295   | 95.6           | 128        | 112           | 16            | 2109                     | 17                   | 31         | 171        | 101        |
| 2000                                                                            | 270 000              | 282 295   | 95.6           | 128        | 112           | 16            | 2109                     | 24                   | 31         | 163        | 101        |
| 2001                                                                            | 270 000              | 282 295   | 95.6           | 127        | 110           | 17            | 2125                     | 24                   | 29         | 154        | 101        |
| 2002                                                                            | 270 000              | 309 495   | 87.2           | 123        | 109           | 14            | 2195                     | 24                   | 24         | 155        | 101        |
| 2003                                                                            | 270 000              | 309 495   | 87.2           | 116        | 103           | 13            | 2327                     | 24                   | 15         | 154        | 101        |
| 2004                                                                            | 270 000              | 309 495   | 87.2           | 110        | 97            | 13            | 2454                     | 28                   | 18         | 162        | 101        |
| 2006                                                                            | 271 000              | 310 700   | 87.2           | 106        | 94            | 12            | 2556                     | 28                   | 24         | 157        | 101        |
| 2012                                                                            | 274 400              | 314 800   | 87.2           | 97         | 81            | 16            | 2828                     | 34                   | 17         | 161        | 101        |
| 2015                                                                            | 271 800              | 312 000   | 87.1           | 106        | 85            | 21            | 2564                     | 39                   | 21         | 151        | 101        |
| 2018                                                                            | 267 000              | 320 225   | 83.4           | 100        | 81            | 19            | 2670                     | 37                   | 20         | 139        | 101        |
| 2020                                                                            | 266 600              | 319 780   | 83.4           | 97         | 78            | 19            | 2748                     | 37                   | 20         | 139        | 101        |
| Fuente: Catholic-Hierarchy, que a su vez toma los datos del Anuario Pontificio. |                      |           |                |            |               |               |                          |                      |            |            |            |

## Episcopologio
- António Freire Gameiro de Sousa † (18 de abril de 1774-antes del 13 de noviembre de 1799 falleció)
- António José Cordeiro † (20 de julio de 1801-17 de julio de 1813 falleció)
- Manuel Pacheco de Resende † (19 de noviembre de 1815-27 de marzo de 1837 falleció)
  - Sede vacante (1837-1881)
  - Sede suprimida (1881-1938)
  - João Evangelista de Lima Vidal † (11 de noviembre de 1938-16 de enero de 1940 nombrado obispo) (administrador apostólico)
- João Evangelista de Lima Vidal † (16 de enero de 1940-5 de enero de 1958 falleció)
- Domingos da Apresentação Fernandes † (11 de agosto de 1958-21 de enero de 1962 falleció)
- Manuel d'Almeida Trindade † (16 de septiembre de 1962-20 de enero de 1988 renunció)
- António Baltasar Marcelino † (20 de enero de 1988 por sucesión-21 de septiembre de 2006 retirado)
- António Francisco dos Santos † (21 de septiembre de 2006-21 de febrero de 2014 nombrado obispo de Oporto)
- António Manuel Moiteiro Ramos, desde el 4 de julio de 2014